# Bahrein op de Paralympische Zomerspelen 2012
Bahrein was een van de landen op de Paralympische Zomerspelen 2012 in Londen. Net als in Beijing 2008 werd er geen medaille gewonnen. In Athene 2004 werd er wel een medaille gewonnen: zilver door Ahmed Meshaima. Meshaima was tijdens deze Spelen de vlaggendrager voor Bahrein tijdens de openingsceremonie. Samen met Fatema Nedham vertegenwoordigde hij Bahrein in Londen.

## Atletiek
Legenda
- AZ = Aziatisch record
- PB = Persoonlijk record

Mannen
| Naam           | Onderdeel           | Finale          | Finale |
| Naam           | Onderdeel           | Score           | Rang   |
| -------------- | ------------------- | --------------- | ------ |
| Ahmed Meshaima | Kogelstoten F37/38  | 13,52 PB        | 9e     |
| Ahmed Meshaima | Discuswerpen F37/38 | 40,21 (859 ptn) | 11e    |

Vrouwen
| Naam          | Onderdeel                | Finale            | Finale |
| Naam          | Onderdeel                | Score             | Rang   |
| ------------- | ------------------------ | ----------------- | ------ |
| Fatema Nedham | Discuswerpen F51/52/53   | 9,83 AZ (375 ptn) | 8e     |
| Fatema Nedham | Speerwerpen F33/34/52/53 | 6,07              | 13e    |

Afghanistan · Albanië · Algerije · Amerikaanse Maagdeneilanden · Andorra · Angola · Antigua en Barbuda · Argentinië · Armenië · Australië · Azerbeidzjan · Bahrein · Barbados · België · Belize · Benin · Bermuda · Bolivia · Bosnië en Herzegovina · Brazilië · Britse Maagdeneilanden · Brunei · Bulgarije · Burkina Faso · Burundi · Cambodja · Canada · Centraal-Afrikaanse Republiek · Chili · China · Chinees Taipei · Colombia · Comoren · Congo-Brazzaville · Congo-Kinshasa · Cookeilanden · Costa Rica · Cuba · Cyprus · Denemarken · Djibouti · Dominica · Dominicaanse Republiek · Duitsland · Ecuador · Egypte · El Salvador · Equatoriaal-Guinea · Eritrea · Estland · Ethiopië · Faeröer · Fiji · Filipijnen · Finland · Frankrijk · Gabon · Gambia · Georgië · Ghana · Grenada · Griekenland · Groot-Brittannië · Guam · Guatemala · Guinee · Guinee‑Bissau · Guyana · Haïti · Honduras · Hongarije · Hongkong · Ierland · IJsland · India · Indonesië · Irak · Iran · Israël · Italië · Ivoorkust · Jamaica · Japan · Jemen · Jordanië · Kaaimaneilanden · Kaapverdië · Kameroen · Kazachstan · Kenia · Kirgizië · Kiribati · Koeweit · Kroatië · Laos · Lesotho · Letland · Libanon · Liberia · Libië · Liechtenstein · Litouwen · Luxemburg · Macau · Macedonië · Madagaskar · Maldiven · Maleisië · Mali · Malta · Marshalleilanden · Marokko · Mauritanië · Mauritius · Mexico · Micronesia · Moldavië · Monaco · Mongolië · Montenegro · Mozambique · Myanmar · Namibië · Nauru · Nederland · Nepal · Nicaragua · Nieuw-Zeeland · Niger · Nigeria · Noord-Korea · Noorwegen · Oeganda · Oekraïne · Oezbekistan · Oman · Oostenrijk · Oost-Timor · Pakistan · Palau · Palestina · Panama · Papoea-Nieuw-Guinea · Paraguay · Peru · Polen · Portugal · Puerto Rico · Qatar · Roemenië · Rusland · Rwanda · Saint Kitts en Nevis · Saint Lucia · Saint Vincent en Grenadines · Salomonseilanden · Samoa · San Marino · Saoedi-Arabië · Senegal · Servië · Seychellen · Sierra Leone · Singapore · Slovenië · Slowakije · Soedan · Somalië · Spanje · Sri Lanka · Suriname · Swaziland · Syrië · Tadzjikistan · Tanzania · Thailand · Togo · Tonga · Trinidad en Tobago · Tsjaad · Tsjechië · Tunesië · Turkije · Turkmenistan · Tuvalu · Uruguay · Vanuatu · Venezuela · Verenigde Arabische Emiraten · Verenigde Staten · Vietnam · Wit-Rusland · Zambia · Zimbabwe · Zuid-Afrika · Zuid-Korea · Zweden · Zwitserland
Niet deelgenomen: Botswana · Malawi